# Marek Ambroży z Nysy
Marek Ambroży z Nysy (łac. Marcus Ambrosius de Nissa, niem. Markus Ambrosius von Neisse, zm. po 1584 ) – polsko-niemiecki mieszczanin i heraldyk. Twórca jednego z najważniejszych dzieł heraldyki polskiej, Arma Regni Poloniae.

## Życiorys
Marek był rodowitym Niemcem, urodził się na Śląsku jako syn Sylwestra Ambrożego . Studiował na Akademii Krakowskiej w tym samym czasie co inny heraldyk – Bartosz Paprocki. Znał z pewnością twórczość poetów polsko-łacińskich, zwłaszcza wiersze będące realizacją horacjańskiej zasady ut pictura a poesis erit na co wskazuje wnikliwa lektura jego dzieł.
W 1562 roku w Antwerpii wydał herbarz Arma sive insignia Regni Poloniae eiusque praecipuarum familiarum (skrótowiec: Arma Regni Poloniae), dedykowanego Henrykowi III Walezemu, królowi Polski i Francji. Herbarz składał się z samych herbów, bez wyjaśniania ich znaczeń i jakichkolwiek utworów. Dane dzieło przedstawiało 144 herby (ziem, zakonu niemieckiego, kapituł i szlachty, wykonanych techniką drzeworytniczą), z czego 112 było herbami szlacheckimi. Arma Regni Poloniae prawdopodobnie było oparte na jednym z zaginionych rękopisów Klejnotów autorstwa Jana Długosza.
Jego herbarz był pierwszym drukowanym polskim herbarzem, zaproponował w nim (podobnie jak Bartosz Paprocki) własne wzory przedstawień ikonograficznych tych herbów, będące zarazem próbą przełamania „monopolu” ich wyobrażeń dotąd obowiązujących z 1506 roku.
Ambroży zmarł po 1584 roku .

## Wybrana twórczość
- Arma sive insignia Regni Poloniae eiusque praecipuarum familiarum[3]